# Ventalon en Cévennes
Ventalon en Cévennes község Franciaország Okcitánia régiójában, Lozère megyében. Új községként 2016. január 1-jén jött létre Saint-Frézal-de-Ventalon és Saint-Andéol-de-Clerguemort korábbi községek egyesítésével.

## Népesség
| Lakosok száma | 237  | 252  | 267  | 263  | 260  | 258  |
|               | 2017 | 2018 | 2019 | 2020 | 2021 | 2022 |